# 고양이고기

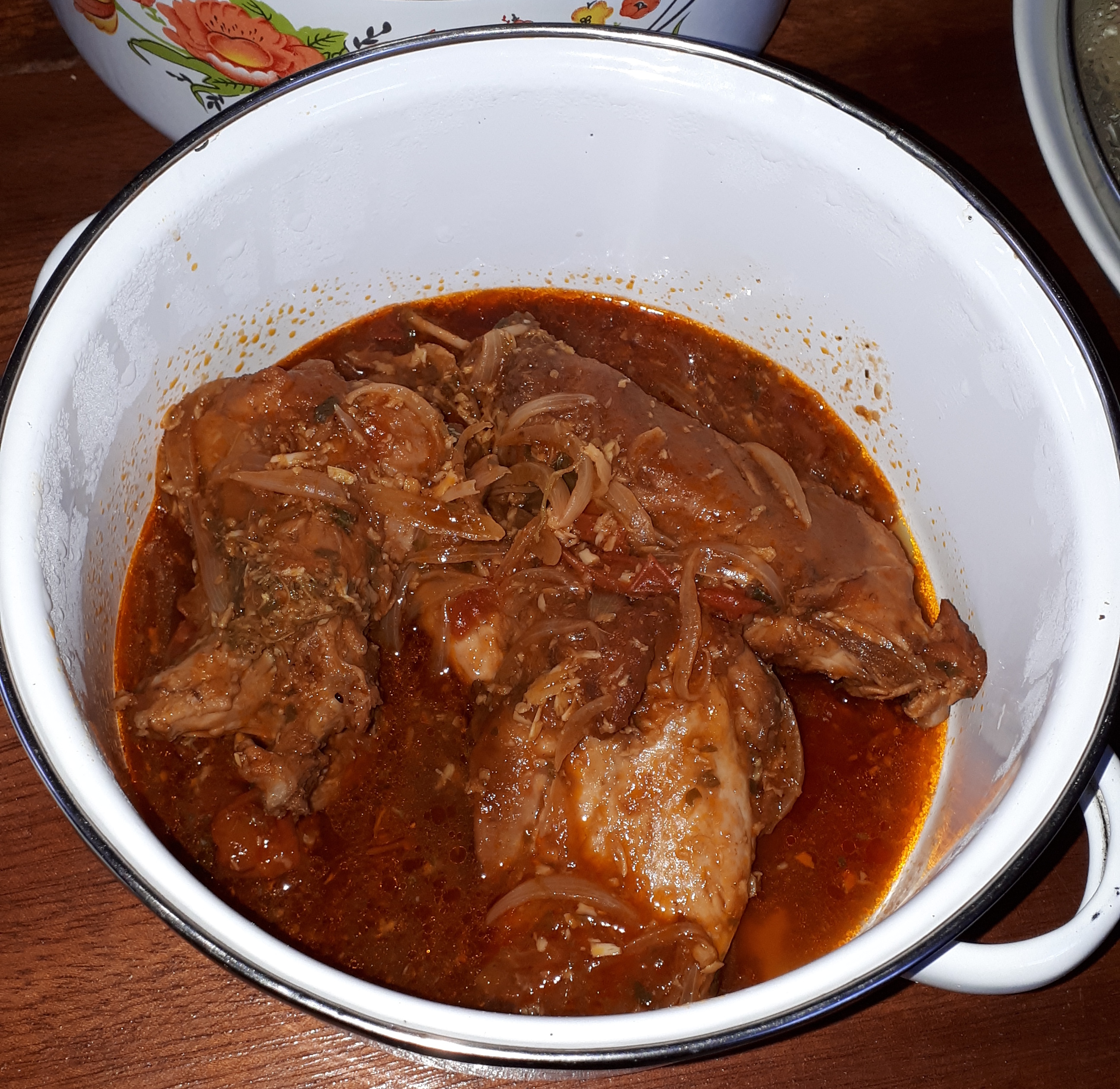
중앙 아프리카 공화국에서 조리된 고양이 기반 요리.

고양이고기는 식용으로 길러지는 고양이의 고기이다. 세계의 각 지역에 따라 각각 다른 부위가 고양이고기의 대상이 되며, 종교 등의 문화권에 따라 전쟁이나 가난 등으로 인해 식량이 떨어졌을 경우 최후의 수단으로 고양이고기를 먹는 지역이 있는 반면 고양이고기가 행운이나 건강에 좋다는 인식으로 인해 많이 섭취되는 지역도 있다.

## 국가
동아시아, 동남아시아, 남아메리카, 아프리카와 일부 유럽 국가 등지에서 고양이를 먹는다. 특히 중국과 동남아시아에서 고양이고기는 별미로 꼽히며, 페루에서는 고양이고기 축제가 열린다.
스위스에서 고양이 고기 섭취는 베른, 쥐라, 루체른 지역에서 흔한데, 성탄절 때 토끼고기와 같은 방식으로 요리해 백포도주와 마늘을 곁들여 먹는다고 한다. 스위스에서는 1993년에 동물보호단체의 청원으로 고양이고기와 개고기의 섭취를 금지하자는 법안이 의회에 제출되었으나, 지역 전통과 특성이라는 이유로 부결되었다.
중국 광둥 지역에는 고양이를 요리한 용호투(龍虎鬪)라는 보양식이 있다.
종영한 KBS의 예능 프로그램 《용감한 가족》에서는 라오스 주민들의 생활상이 그려졌는데, 고양이고기를 요리하는 장면이 전파를 탔다.
선사시대 인간의 배설물에서 아프리카의 야생 고양이 뼈가 발견되기도 하였다.

## 같이 보기
- 고양이
- 개고기